# Zapasy na Letnich Igrzyskach Olimpijskich 1932 – kategoria powyżej 87 kg w stylu klasycznym
Zmagania mężczyzn ponad 87 kg to jedna z siedmiu męskich konkurencji w zapasach w stylu klasycznym rozgrywanych podczas Letnich Igrzysk Olimpijskich 1932. Pojedynki w tej kategorii wagowej odbyły się w dniach 4 – 7 sierpnia.

## Klasyfikacja[1]
| Pos. | Zawodnik         | Kraj                 |
| ---- | ---------------- | -------------------- |
| 1    | Calle Westergren | Szwecja              |
| 2    | Josef Urban      | Czechosłowacja       |
| 3    | Nikolaus Hirschl | Republika Austriacka |
| 4    | Georg Gehring    | Niemcy               |
| 5    | Aleardo Donati   | Włochy               |

## Zasady[2]
Punktacja opierała się na systemie "złych punktów karnych". Zwycięzca otrzymywał zero punktów za wygraną przez "tusz" (łopatki), a jeden za zwycięstwo decyzją trzech sędziów. Za porażkę na punkty zawodnik otrzymywał trzy punkty. Uzyskanie pięciu lub więcej punktów eliminowało zapaśnika z turnieju.   

## Wyniki

### Pierwsza runda[3]
| Zwycięzca        | Punkty karne | Wynik     | Przegrany      | Punkty karne |
| ---------------- | ------------ | --------- | -------------- | ------------ |
| Georg Gehring    | 1            | Na punkty | Aleardo Donati | 3            |
| Calle Westergren | 1            | Na punkty | Josef Urban    | 3            |
| Nikolaus Hirschl | 0            | -         | Bez walki      |              |

### Druga runda[4]
| Zwycięzca        | Punkty karne | Wynik     | Przegrany        | Punkty karne |
| ---------------- | ------------ | --------- | ---------------- | ------------ |
| Nikolaus Hirschl | 0            | Łopatki   | Aleardo Donati   | 6            |
| Georg Gehring    | 2            | Na punkty | Calle Westergren | 4            |
| Josef Urban      | 3            | -         | Bez walki        |              |

### Trzecia runda[5]
| Zwycięzca        | Punkty karne | Wynik     | Przegrany        | Punkty karne |
| ---------------- | ------------ | --------- | ---------------- | ------------ |
| Josef Urban      | 4            | Na punkty | Georg Gehring    | 5            |
| Calle Westergren | 4            | Łopatki   | Nikolaus Hirschl | 3            |

### Finały[6]
| Zwycięzca        | Punkty karne | Wynik   | Przegrany        | Punkty karne |
| ---------------- | ------------ | ------- | ---------------- | ------------ |
| Josef Urban      | 4            | Łopatki | Nikolaus Hirschl | 6            |
| Calle Westergren | 4            | -       | Bez walki        |              |